# Sulphur Springs (Ohio)

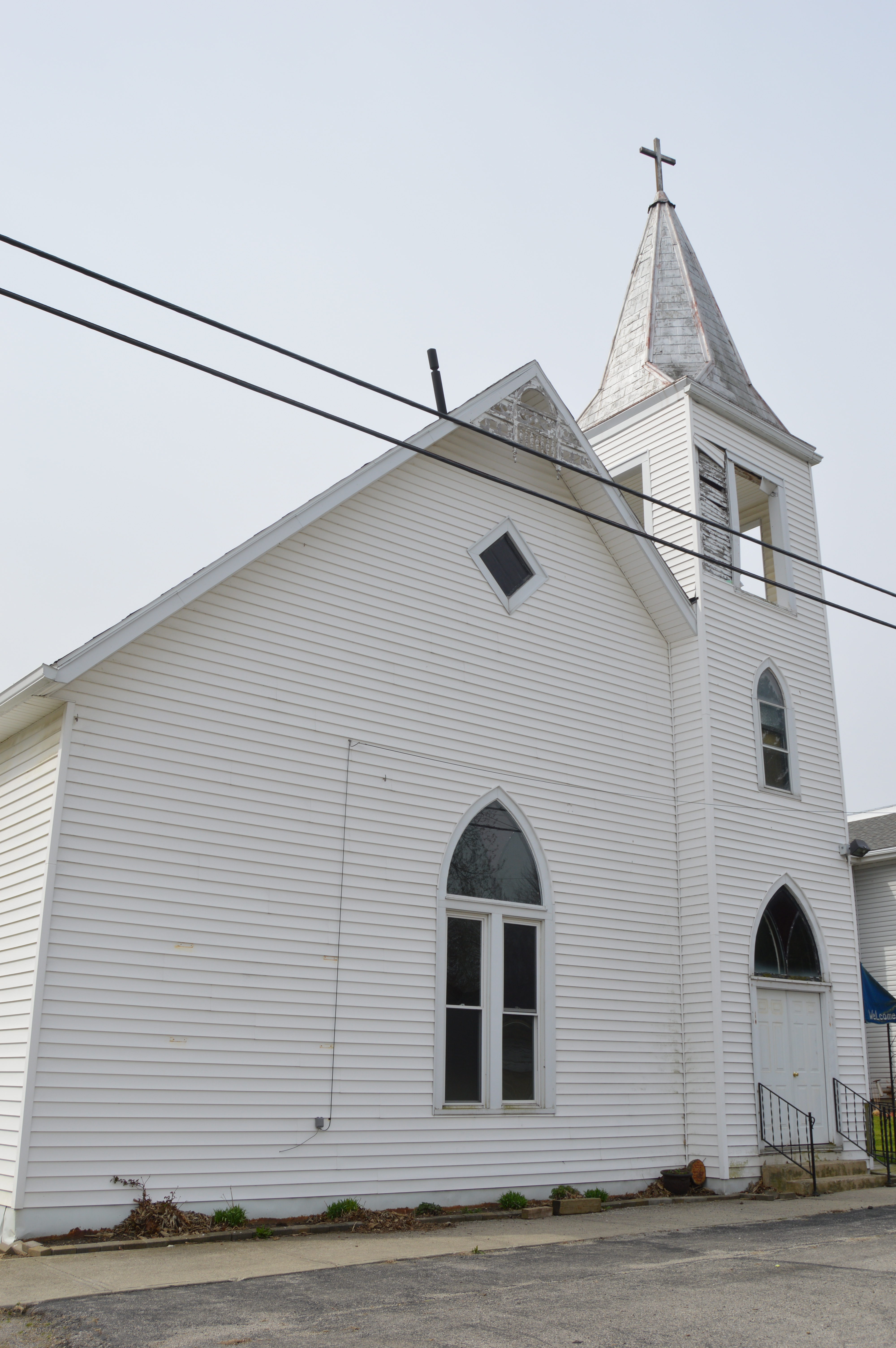
Fronte e facciata orientale della Chiesa della Speranza, situata al 4935 di South Street a Sulphur Springs in Ohio (Stati Uniti)

Sulphur Springs è un luogo designato al censimento (CDP) nella zona orientale di Liberty Township, nella contea di Crawford in Ohio (Stati Uniti). Dal censimento del 2010 è risultata avere una popolazione di 194. Sebbene non sia tra le incorporated, ha un ufficio postale, con codice postale 44881. È situata lungo la State Route 98 a nord-est della città di Bucyrus, capoluogo della contea di Crawford County.

## Storia
Conosciuta precedentemente come Annapolis. Dal 1846 è attivo un ufficio postale chiamato Sulphur Springs. La comunità prese il nome da una sorgente minerale di zolfo vicino al luogo di origine della città.